# Lee Peak
Il Lee Peak è un picco roccioso antartico, situato lungo il fianco occidentale del Ghiacciaio Scott 6 km a nord del Monte Denauro, nei Monti della Regina Maud, in Antartide.   
Il monte è stato mappato dall'United States Geological Survey sulla base di rilevazioni e foto aeree scattate dalla U.S. Navy nel periodo 1960-64.
La denominazione è stata assegnata dall'Advisory Committee on Antarctic Names (US-ACAN) in onore di Frank P. Lee, della U.S. Navy, fotografo sui voli in Antartide durante l'Operazione Deep Freeze negli anni 1965, 1966 e 1967.